# Theklalerche

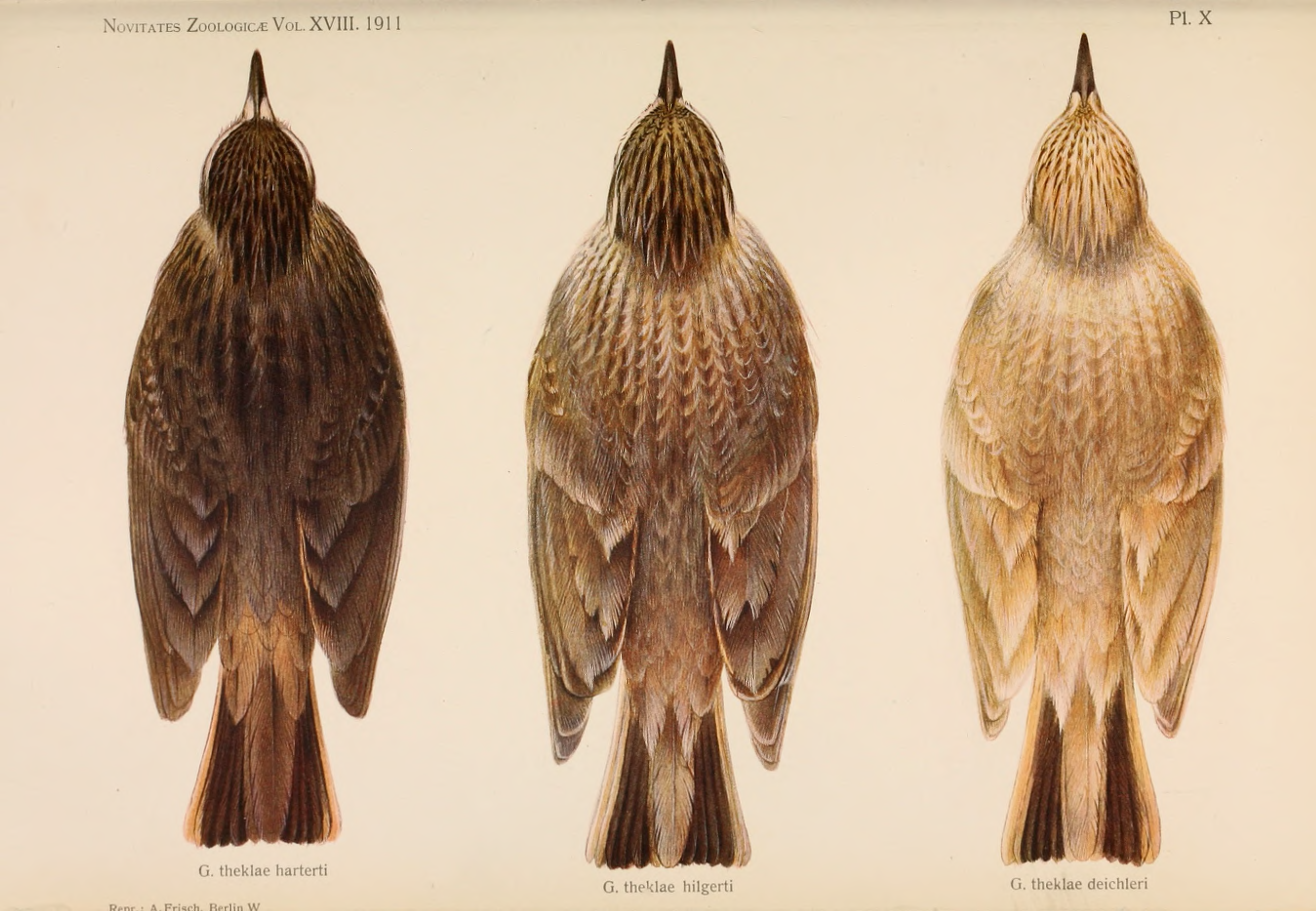
Vor allem in Nordafrika variiert die Art sehr deutlich: Abgebildet sind ein Vogel aus der nordöstlichen Küstenregion Algeriens (links), aus dem Atlas bei Batna (Mitte) und vom Nordrand der Sahara bei Douz (rechts)

Die Theklalerche (Galerida theklae) ist eine Vogelart aus der Familie der Lerchen (Alaudidae), deren Verbreitung von Südwesteuropa über große Teile Nordafrikas reicht. Außerdem ist die Art im östlichen Afrika in Eritrea, Äthiopien, Somalia und Nordkenia zu finden. Während die südwesteuropäischen Vögel stark der nahe verwandten Haubenlerche ähneln, sind die Populationen am Nordrand der Sahara sehr hell und sandfarben.
Die Art wurde erstmals von Alfred Edmund Brehm beschrieben und zu Ehren seiner früh verstorbenen Schwester Thekla Brehm (1833–1857) benannt.

## Beschreibung
Die Theklalerche zählt zu den mittelgroßen Lerchenarten und ist mit einer Körperlänge von 15–17 cm gut sperlingsgroß. Das Gewicht liegt bei 30–40 g. Sie ist relativ kräftig gebaut und weist eine auffällige Haube auf. Die Flügel sind relativ kurz mit breiter Basis. Im zusammengelegten Zustand sind die Handschwingen kaum zu sehen. Die äußere Handschwinge ist stark verkürzt. Die Steuerfedern sind relativ kurz, die hintere Zehe mit 9–14 mm deutlich verlängert. Die Geschlechter unterscheiden sich nicht. Bei Vögeln im Jugendkleid ist die Haube kürzer, die Oberseite gefleckt und die Brust weniger kräftig gestrichelt.
Bei adulten Vögeln der Nominatform sind Scheitel und Oberseite graubraun mit kräftiger schwärzlicher Strichelung, die am Nacken feiner ist. Die Kopfzeichnung besteht aus einem weißlichen Überaugenstreif und einem dunklen Augenstreif, einem hellen Orbitalring und einem dunkel gesäumten, weißlichen Bartstreif. Der Schnabel ist dunkel hornfarben mit etwas aufgehellter Unterschnabelbasis. Die Unterseite ist weißlich, wobei Brustseiten und Flanken deutlich braunbeige getönt sind. Auf der unteren Kehle, der Brust und den Brustseiten zeigt sich eine dunkle Fleckung, die sich zu kräftigen Längsstreifen verdichtet. Die Schwingen sind dunkel olivbraun mit feinen beigen bis zimtrötlichen Säumen. Die Achselfedern und Unterflügeldecken sind gräulich. Der Bürzel ist nahezu ungezeichnet graubraun, die Oberschwanzdecken sind rötlich getönt. Die mittleren Steuerfedern sind olivbraun bis grau, die folgenden schwärzlich und die äußeren rötlich-braun. Füße und Beine sind bräunlich bis gelblich-fleischfarben.
Von der teils recht ähnlichen Haubenlerche kann man die Theklalerche anhand des kürzeren, weniger stark herabgebogenen Schnabels und der etwas kürzeren, weniger zugespitzten Haube unterscheiden. Außerdem ist die Strichelung auf der Brust meist kräftiger. Im Flug sind die Unterflügeldecken grau – nicht rostbraun wie bei der Haubenlerche. Eine gute Unterscheidungsmöglichkeit bieten aber oft die unterschiedlichen Lebensraumpräferenzen. Die Theklalerche sitzt zudem häufiger auch auf Büschen oder kleinen Bäumen.

## Stimme
Der Gesang (Hörbeispiel), der meist im Flug oder von einer Warte aus vorgetragen wird, ist eine etwas schleppende Reihe aus flötenden, zwitschernden und trällernden Lauten. Er ähnelt dem der Haubenlerche, ist aber etwas lieblicher, weicher und variabler. Oft werden Imitationen anderer Arten eingebaut. Der flötende Ruf (Hörbeispiel) besteht meist aus mehreren Silben. Er ist variabler und energischer als der der Haubenlerche und wird meist auf der letzten Silbe betont.

## Verbreitung, Wanderungen und Bestand

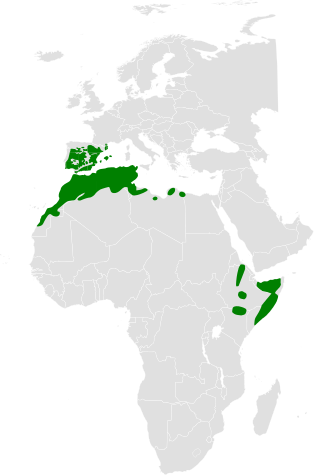
Verbreitungsgebiet der Theklalerche

In Europa kommt die Theklalerche in Spanien, Portugal sowie auf den Balearen und lokal im Südosten Frankreichs vor. Außerdem erstreckt sich das Areal in Nordafrika entlang des Nordrands der Sahara von Westsahara über Marokko, Algerien und Tunesien bis in den Westen Libyens sowie von dort zerstreut bis in den Westen Ägyptens. Weitere Teilareale finden sich am Horn von Afrika, wo die Verbreitung von Eritrea südwärts über  Äthiopien bis in den Norden Kenias reicht sowie weiter östlich große Teile Ostäthiopiens und Somalias umfasst. Die Art ist überall Standvogel, lokal kann es aber zu teilweise recht weiträumigen Dismigrationen kommen.
Die Theklalerche ist nicht bedroht und meist häufig. In Afrika zählt sie innerhalb ihres Verbreitungsgebiets oft zu den häufigsten Lerchenarten. Der Bestand auf der Iberischen Halbinsel wurde in den frühen 1990er Jahren auf 1,4–1,7 Mio. Brutpaare geschätzt, von denen etwa 94 % auf Spanien entfielen. Die Art ist dort vor allem im Süden sehr häufig, nach Norden und Westen nimmt die Bestandsdichte ab. Der Bestand in Südfrankreich ist mit 10–100 Paaren nur sehr klein. Lokal sind die Bestände aufgrund von Bewässerung und Aufforstung zurückgegangen. Im Naturschutzgebiet Las Amoladeras bei Almería gab es einen deutlichen Rückgang, nachdem die Bejagung von Kaninchen und Füchsen eingestellt wurde.

## Geografische Variation
Die geografische Variation ist bezüglich der Gefiederfärbung sehr ausgeprägt; weniger deutlich ist sie hinsichtlich Größe und Schnabellänge. Im Westen des Areals ist sie auffällig klinal ausgeprägt von oberseits graubraunen Vögeln in Spanien hin zu den sandfarbenen Populationen in der Sahara. Es werden zwölf Unterarten anerkannt. Die für Ost-Marokko beschriebene Unterart G. th. aguirrei wird meist zu G. th. ruficolor gestellt und bei der Unterart G. th. deichleri handelt es sich vermutlich um besonders ausgeblichene Vögel der Unterart G. th. carolinae.
- G. th. theklae A. E. Brehm, 1857 – östliches und südliches Portugal, Spanien (mit Balearen) und äußerster Süden Frankreichs (Roussillon)
- G. th. erlangeri Hartert, 1904 – nördliches Marokko
- G. th. ruficolor Whitaker, 1898 – nordöstliches und mittleres Marokko, Küstenregionen Algeriens und nördliches Tunesien
- G. th. theresae Meinertzhagen, 1939 – südwestliches Marokko und Westsahara
- G. th. superflua Hartert, 1897 – Hochebene von Marrakesch im Nordosten Marokkos (östlich des Moulouya) und nördliches Algerien (südwärts bis zum Saharaatlas) ostwärts bis Tunesien
- G. th. carolinae Erlanger, 1897 – nördliche Sahara vom äußersten Osten Marokkos (Figuig) ostwärts bis ins nordöstliche Libyen, wahrscheinlich auch äußerster Nordwesten Ägyptens (Salum)
- G. th. praetermissa (Blanford, 1869) –  Hochland von Abessinien vom südlichen Eritrea südwärts bis ins mittlere Äthiopien
- G. th. huei Érard & de Naurois, 1973 – südliche Mitte Äthiopiens (Bale Mountains, Oromia)
- G. th. huriensis Benson, 1947 – südliches Äthiopien und nördliches Kenia (Huri Hills südwärts bis Marsabit)
- G. th. ellioti Hartert, 1897 – nördliches und mittleres Somalia
- G. th. harrarensis Érard & Jarry, 1973 – östliches Äthiopien (Harar, Jijiga)
- G. th. mallablensis Colston, 1982 – Küsten des südlichen Somalias

Die Unterart G. th. erlangeri ist dunkler als die Nominatform und weist die kräftigste Strichelung und einen längeren Schnabel auf. G. th. ruficolor ist etwas heller mit rötlichen Federsäumen auf der Oberseite und einer schwächeren Strichelung der Unterseite. Die ähnliche G. th. theresae ist oberseits noch rötlicher und am ganzen Körper feiner gestrichelt. G. th. superflua ist oberseits heller bis hin zu grau oder sandfarben, unterseits intensiver weiß und an Oberseite und Brust weniger deutlich gestrichelt. Die kleine und sehr helle Form G. th. carolinae ist oberseits hell sandfarben bis gräulich, mit einem zartrosa Anflug, sehr reduzierter Strichelung und weitgehend weißer Unterseite mit zart rosafarbener Tönung.
Die ostafrikanischen Formen G. th. praetermissa und G. th. huei sind klein und dunkel mit oberseits kräftiger Strichelung, gelblichbrauner Unterseite und relativ feiner Brustzeichnung. Bei G. th. huei ist die Oberseite am kräftigsten sowie schwärzlich gestrichelt. G. th. huriensis ist hingegen oberseits heller mit kräftiger gestreifter Haube, weißerer Kehle und rosa getöntem Bauch. Die ähnliche Form G. th. ellioti ist oberseits noch heller und eher rötlich sandfarben. G. th. harrarensisist wiederum dunkler mit breiterer Strichelung und kleinerem Schnabel. G. th. mallablensis ist recht grau gefärbt – ihr fehlen die warmen Töne. Das Gefieder der Oberseite ist hell gesäumt, die Brust recht kräftig gestrichelt.

## Lebensraum
Die Theklalerche besiedelt hügelige bis zerklüftete Felslandschaften mit einem großen Anteil an unbewachsenem, meist felsigem Untergrund oder halbtrockenen Weideflächen. Der Bewuchs kann mit 1–1,5 m verhältnismäßig hoch sein; es muss aber immer ein genügend großer Anteil an kurzrasigen oder unbewachsenen Flächen vorhanden sein. Im Mittelmeerraum brütet die Art an entsprechenden Orten in der Buschsteppe sowie in Gebüschformationen unterschiedlicher Zusammensetzung und ist auch in trockengefallenen Flussbetten mit zerstreutem Oleander zu finden. Gelegentlich werden auch Oliven- oder Mandelbaumhaine oder Weinberge als Habitat angenommen, Getreideäcker aber gemieden. Im Süden des Verbreitungsgebiets lebt sie auch in Wüsten- und Halbwüstenhabitaten sowie niedrigwüchsiger Dornstrauchsavanne. In Kenia ist sie in der Lavawüste häufig. Die Höhenverbreitung liegt zwischen 50 und 2200 m, meist aber unter 1000 m. Im Süden ist sie teils noch in 3200 m Höhe zu finden.

## Ernährung
Die Theklalerche ernährt sich vorwiegend von Insekten, anderen Gliederfüßern und Sämereien sowie zu einem geringeren Anteil von frischen Pflanzenbestandteilen. Während im Frühjahr hauptsächlich Insekten erbeutet werden, steigt im Sommer der Anteil an Sämereien, derweil von Spätsommer bis Herbst Sämereien und Schösslinge überwiegen. Nestlinge werden überwiegend mit Wirbellosen wie Heuschrecken, Spinnen, Raupen, Fangschrecken und Käfern gefüttert.
Die Nahrung wird meist am Boden gesucht, wobei auch kleine Steine umgedreht werden. Außerhalb der Brutzeit bilden sich kleine Trupps von bis zu 10, seltener auch 20 Individuen. Dabei vergesellschaftet sich die Theklalerche teilweise auch mit anderen Arten wie Stummellerchen, Saharaohrenlerchen oder auch Haubenlerchen. Sie ist in der Lage, Schneckenhäuser aufzubrechen, indem sie sie gegen Steine oder Felsen schlägt.

## Fortpflanzung

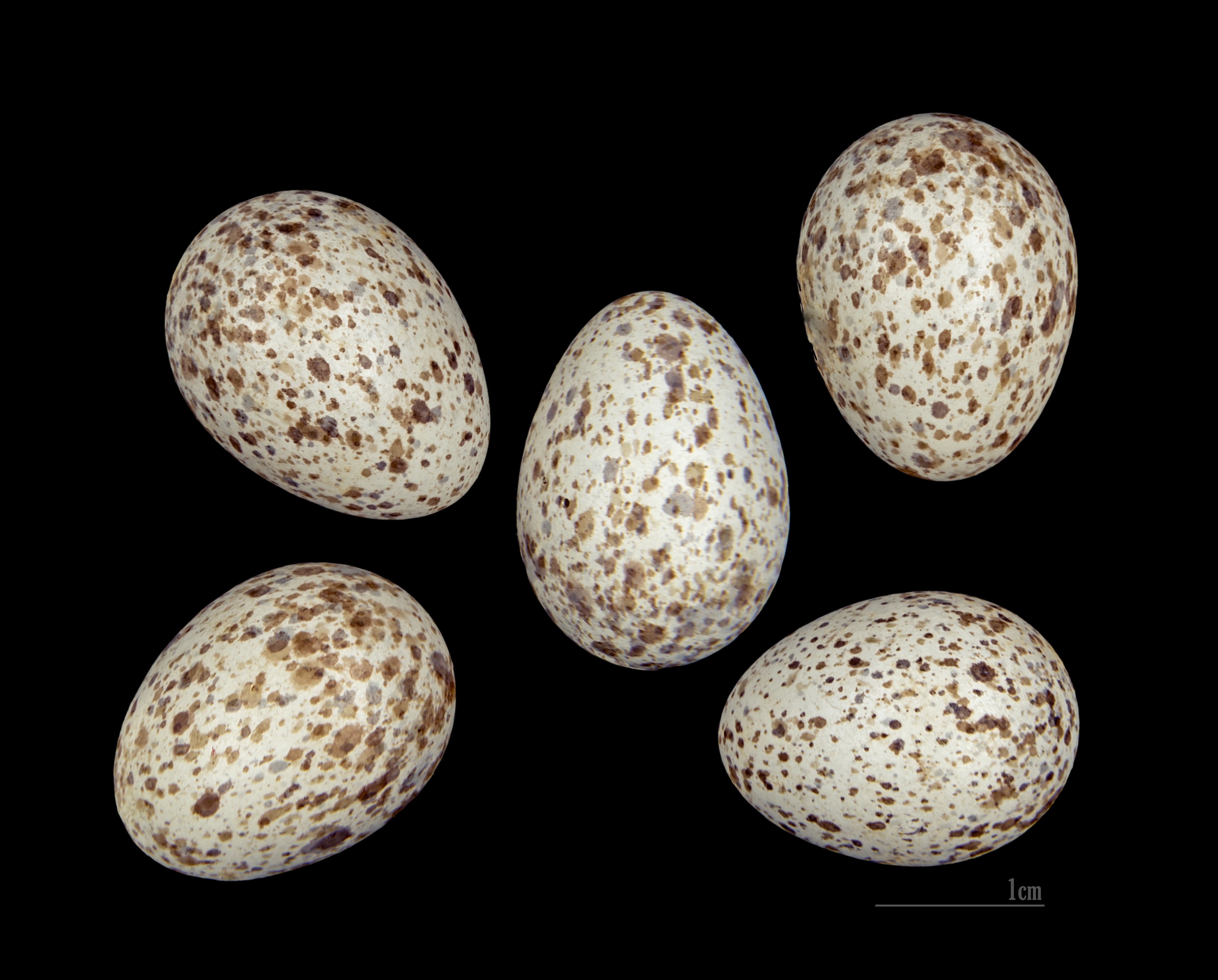
Eier der Theklalerche

Theklalerchen führen eine monogame Saisonehe, es wurden jedoch auch Fremdvaterschaften nachgewiesen. Es finden im Allgemeinen ein bis zwei, in Spanien manchmal sogar drei Jahresbruten statt. Die Brutzeit liegt zwischen Februar und Juni, wobei die meisten Bruten ab Mai erfolgen. Im südlichen Somalia wurden auch im Januar und Juli Gelege festgestellt.
Das Männchen besetzt ein Revier und singt von Warten und im niedrigen Singflug, seltener auch in hoch kreisenden Singflügen.
Das Nest ist eine Mulde, die auf dem Boden unter Sträuchern oder Grasbüscheln angelegt und mit feinen Grashalmen ausgekleidet wird, wobei die napfförmige Polsterung meist etwas den Muldenrand überragt. Der Innendurchmesser beträgt 8–9 cm. Beide Partner beteiligen sich am Bau. Das Gelege besteht aus 3–5, seltener bis zu 7 glänzenden Eiern, die auf weißlichem oder hellgrauem Grund gelblich, beigebraun oder grau gesprenkelt bis gefleckt sind, wobei sich die Sprenkelung am stumpfen Pol verdichten kann. Sie sind etwa 23 × 17 mm groß und werden etwa 12 Tage lang vom Weibchen bebrütet. Die Bebrütung beginnt mit dem letzten oder vorletzten Ei. Die Jungen werden von beiden Eltern gefüttert und verlassen das Nest nach 9 Tagen, gelegentlich aber auch später, wenn keine Störungen am Nest auftreten. Mit 15 Tagen sind sie flügge, werden aber oft noch einige Zeit gefüttert.
Der Bruterfolg ist oft gering und die Verluste betragen oft zwischen 80 und 90 %.